# Кеп (річка)
Кеп — річка в Росії, ліва притока Чепци. Протікає територією Удмуртії (Красногорський та Балезінський райони).
Річка починається неподалік колишнього села Крисово Красногорського району, протікає спочатку на північний схід та схід. Після колишнього села Нове Кулеміно річка входить на територію Балезинського району, де протікає спочатку на схід, потім повертає на північний схід. Впадає до Чепци біля колишнього села Кунаєво. Береги річки на значному протязі заліснені, середня та нижня течії заболочені, де створена дренажна система каналів. Річка вирізняється значним меандруванням. Біля села Нефьодово створено ставок площею 0,24 км².
Приймає декілька приток:
- ліві — Качо, Ушур, Кернюр, без назви (село Воєгурт[2])
- праві — Умка, Вужпа, Лулим

Над річкою розташовані села:
- Красногорський район — Нефьодово
- Балезинський район — Нововолково, Тукташ, Зарічний, 1205 км